# Chaldea
Chaldea (/kælˈdiːə/, hay Chaldaea) là một quốc gia tồn tại từ khoảng cuối thế kỷ 10 hoặc đầu thế kỷ 9 cho đến giữa thế kỷ 6 TCN ở Lưỡng Hà, sau đó lãnh thổ và dân cư của nó dần sáp nhập và đồng hóa vào Babylonia. Chaldea là đất nước nói tiếng Semit, nằm ở vùng đầm lầy cực đông nam Lưỡng Hà và có một thời gian ngắn cai trị Babylon. Kinh thánh tiếng Do Thái sử dụng thuật ngữ כשדים (Kaśdim), được dịch là Chaldaea, trong Cựu Ước Hy Lạp để chỉ dân tộc này, mặc dù có một số tranh cãi rằng Kasdim thực tế chỉ vùng Kaldu ở miền nam Lưỡng Hà.

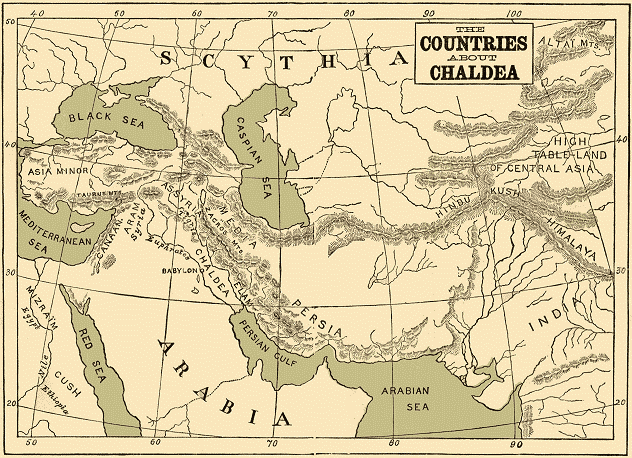
Các nước xung quanh Chaldea

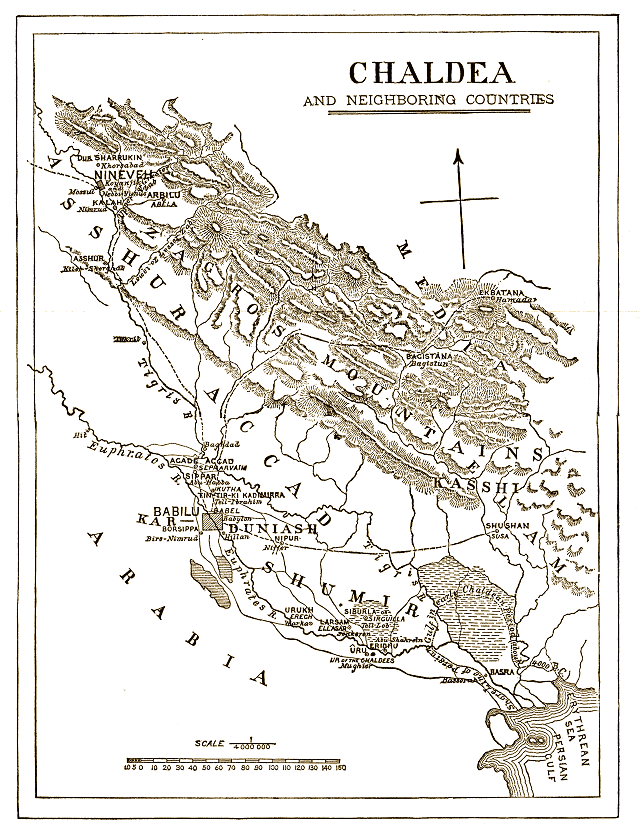
Chaldea và các nước láng giềng

Khi vương quốc Babylon nói tiếng Đông Semit suy tàn, các bộ tộc Tây Semit từ Levant di cư đến khu vực này khoảng giữa thế kỷ 11 và thế kỷ 9 TCN. Những làn sóng đầu tiên bao gồm người Sutu và Aram, sau đó khoảng 1 thế kỷ là người Kaldu, sau này được biết đến là người Chaldea hoặc Chaldee. Từ thế kỷ 9 tới thế kỷ 6 TCN, Babylon nằm dưới ách đô hộ của đế quốc Tân Assyria.
Năm 620 TCN, nhân cơ hội Assyria suy yếu, người Chaldea nổi dậy giành quyền kiểm soát Babylon, thành lập đế quốc Tân Babylon, hay còn được biết đến là triều đại Chaldea.
Cho đến thời điểm Babylon bị người Ba Tư thôn tính, tộc Chaldea đã mất quyền kiểm soát Babylonia trong nhiều thập kỷ và đồng hóa với dân bản địa Babylonia. Trong Đế chế Achaemenid của Ba Tư, thuật ngữ Chaldea đã không còn dùng để chỉ một chủng tộc người, mà thay vào đó là đẳng cấp tu sĩ có học vấn về Babylon cổ điển, cụ thể là Thiên văn học và Chiêm tinh. Vào giữa thời Đế chế Seleucid (312-150 TCN), thuật ngữ này cũng đã không còn được sử dụng.

## Tên gọi
Tên Chaldaea là dạng la-tinh hóa của từ tiếng Hy Lạp Khaldaía (Χαλδαία), dạng Hy Lạp hóa từ tiếng Akkad māt Kaldu (xứ xở của người Kaldu) hoặc Kašdu. Tên xuất hiện trong Kinh thánh tiếng Do Thái là Kaśdim (כשדים) và trong tiếng Aram là Kaldo (ܟܠܕܘ).

## Vùng đất
Trong thời kỳ đầu, giữa đầu thế kỷ thứ 9 và cuối thế kỷ thứ 7 TCN, mat Kaldi là tên của một vùng lãnh thổ tự trị nhỏ của những người di cư, nằm dưới ách thống trị của Đế quốc Tân Assyrian (911-605 TCN) ở đông nam Babylonia, kéo dài đến bờ tây của Vịnh Ba Tư.
"Chaldea" sau này được sử dụng theo nghĩa rộng hơn, để chỉ Lưỡng Hà nói chung, sau sự lên ngôi của người Chaldea trong thời gian 608 – 557 TCN.

## Các dân tộc Chaldea
Khác với các dân tộc Assyria và Babylon nói tiếng Akkad Đông Semit đã sinh sống ở Lưỡng Hà ít nhất là từ thế kỷ 30 TCN, người Chaldea không phải người Lưỡng Hà bản địa mà là người Levant nói tiếng Tây Semit di cư xuống vùng cực đông nam Lưỡng Hà từ cuối thế kỷ 10 hoặc đầu thế kỷ thứ 9 TCN. Họ không đóng vai trò nào trong lịch sử 3000 năm nền văn minh Sumer-Akkad và Assyria-Babylonia của Lưỡng Hà.
Người Chaldea cổ dường như đã di cư đến Lưỡng Hà vào khoảng giữa k. 940-860 TCN, khoảng một thế kỷ sau khi những người Semit Aram và Sutu xuất hiện ở Babylonia, k. 1100 TCN. Họ lần đầu tiên được nhắc đến trong biên niên sử của vua Assyria Shalmaneser III trong k. 850 TCN. Đây là thời kỳ Babylonia suy yếu, các vị vua bản địa bất lực trước các dân tộc bán du mục từ bên ngoài ồ ạt đến xâm chiếm và định cư.
Người Chaldea ban đầu nói một ngôn ngữ Tây Semit tương tự nhưng phân biệt với tiếng Aram. Trong thời kỳ Đế quốc Assyria, vua Assyria Tiglath-Pileser III đã đặt phương ngữ Đông Aram làm ngôn ngữ chung của đế chế vào giữa thế kỷ thứ 8 TCN. Do vậy, đến cuối thời kỳ, cả hai phương ngữ Akkad của người Babylon và người Assyria đều bị mai một dần, còn tiếng Aram Lưỡng Hà thống trị trong khu vực, bao gồm cả vùng đất của người Chaldea. Một dạng phương ngữ của ngôn ngữ này vẫn là tiếng mẹ đẻ của người Assyria Kitô giáo hiện nay ở miền bắc Iraq, đông bắc Syria, đông nam Thổ Nhĩ Kỳ và tây bắc Iran cho đến ngày nay.

## Lịch sử

### Thời kỳ đầu
Người Chaldea đến định cư ở vùng đông nam Lưỡng Hà, một vùng đất tương đối nghèo nàn ở đầu phía Vịnh Ba Tư. Họ có thể di cư đến miền nam Babylonia từ Levant vào khoảng từ năm 940 TCN đến 855 TCN, mặc dù không có bằng chứng lịch sử nào về sự tồn tại của họ trước cuối những năm 850 TCN.
Có lẽ trong một thế kỷ sau đó hoặc lâu hơn, những bộ lạc Chaldea bán du mục này không có tác động gì lịch sử khu vực và khuất phục trước các vị vua Babylon hoặc các bộ tộc Aram hùng mạnh hơn.
Bằng chứng sử liệu đầu tiên là từ biên niên sử của vua Assyria Shalmaneser III k. 850 TCN nhắc đến việc ông xâm lược vùng cực đông nam Babylonia và thuần phục Mushallim-Marduk, thủ lĩnh tộc Amukani và toàn bộ các tộc người Kaldu, chiếm trấn Baqani và thu cống nạp từ Adini, thủ lĩnh tộc Bet-Dakkuri, của Chaldea. Shalmaneser III xâm lược Babylonia theo thỉnh cầu giúp đỡ từ vua Babylon Marduk-zakir-shumi I, người đang bị các cuộc nổi loạn và các tộc người ngoại bang đe dọa.
Người Chaldea bị người Babylon bản địa (đã lần lượt thần phục Assyria) cai trị trong bảy mươi hai năm tiếp theo, cho đến năm 780 TCN, nhân lúc Tân Assyria suy yếu, Marduk -apla-usur của Chaldea chiếm được ngại vàng Babylon.
Shalmaneser IV của Assyria tấn công và chiếm lại miền bắc Babylon, bắt ông ta phải kí hòa ước có lợi cho Assyria. Tuy nhiên, Marduk-apla-usur và người Chaldea vẫn giữ được ngai vàng. Suốt thời kì này, Babylon ở trong tình trạng hỗn loạn, với phía bắc bị Assyria chiếm đóng, bị người Chaldea cai trị và tình hình dân cư bất ổn nổi lên khắp vùng đất.
Vua Nabonassar của Babylon đã lật đổ những kẻ tiếm ngôi Chaldea vào năm 748 TCN. Tuy nhiên, Tiglath-Pileser III của Assyria (745-727 TCN) sau khi lên ngôi lại tấn công Babylon và bắt Nabonassar thần phụk. Babylon trở thành chư hầu của Assyria trong hai trăm năm cho đến năm 729 TCN, vua Assyria đã quyết định đặt Babylon dưới sự cai trị trực tiếp thay vì là vùng đất chư hầu.
Một thủ lĩnh Chaldea là Marduk-apla-iddina II (721-710 BC), được người Elam hậu thuẫn, nổi dậy chống lại ách thống trị của Assyria, cuối cùng bị đánh bại bởi Sargon II của Assyria và phải lưu vong ở Elam.
Sennacherib (705-681 TCN) kế vị Sargon II, và sau khi cai trị trực tiếp một thời gian, ông đưa con trai Ashur-nadin-shumi lên ngai vàng. Nergal-ushezib của Elam giết chết hoàng tử Assyria và soán ngôi. Sennacherib nổi giận, đánh bại Elam và cướp phá Babylon, phá hủy phần lớn thành phố. Sennacherib sau đó bị sát hại bởi chính con trai mình khi cầu nguyện với thần Nisroch ở Nineveh năm 681 TCN. Một vị vua bù nhìn, Marduk-zakir-shumi II, được vua Assyria mới Esarhaddon đặt lên ngai vàng. Marduk-apla-iddina của Chaldea trở về từ Elam, soán ngôi trong một thời gian ngắn trước khi bị Esarhaddon đánh bại và lần nữa lại phải lưu vong ở Elam cho đến khi qua đời.
Esarhaddon (681-669 TCN) xây dựng lại hoàn toàn thành phố, mang lại sự tươi trẻ và hòa bình cho khu vực. Ông chinh phạt Ai Cập, Nubia và Libya và thuần phục các dân tộc Ba Tư, Media, Parthia, Scythia, Cimmeria, Aram, Israel, Phoenicia, Canaan, Urartia, Hy Lạp Pontus, Cilicia, Phrygia, Lydia, Mannea và Ả Rập. Trong 60 năm tiếp theo, Babylon và Chaldea sống hòa bình dưới sự kiểm soát của Assyria. Sau khi chết, nhằm duy trì cân bằng trong đế chế rộng lớn của mình (trải dài từ vùng Kavkaz đến Ai Cập và Nubia và từ đảo Síp đến Iran), ông đưa con trai cả Shamash-shum-ukin làm vua chư hầu ở Babylon và người con út, Ashurbanipal thông thái (669-627 TCN), ở ngôi vị cao hơn là vua của Assyria.
Mặc dù là một người Assyria, Shamash-shum-ukin (668–648 TCN), sau nhiều thập kỷ khuất phục, đã tuyên bố thành Babylon (chứ không phải thành phố Nineveh của Assyria) là kinh đô của đế quốc và nổi dậy chống lại em trai mình. Ông lãnh đạo liên minh các dân tộc bị Assyria áp bức, bao gồm Elam, Ba Tư, Media, Babylon, Chaldea và Sutu ở miền nam Lưỡng Hà, Aram ở Levant và Tây Nam Lưỡng Hà, Ả Rập và Dilmun ở bán đảo Ả Rập và Canaan-Phoenicia. Sau một cuộc chiến khốc liệt, Babylon bị phá hủy và liên minh bị nghiền nát. Shamash-shum-ukim bị giết, Elam bị hủy diệt hoàn toàn, và các tộc người tham gia nổi loạn bị đàn áp dã man. Một tổng trấn Assyria là Kandalanu được đặt lên ngai vàng cai trị thay mặt cho vua Assyria. Sau khi Ashurbanipal qua đời vào năm 627 TCN, con trai của ông là Ashur-etil-ilani (627-623 TCN) đã trở thành vua của Babylon và Assyria.
Tuy nhiên, Assyria sớm rơi vào một loạt các cuộc nội chiến tàn khốc dẫn đến sự sụp đổ của đế quốk. Ashur-etil-ilani đã bị một trong những tướng lĩnh của mình là Sin-shumu-lishir soán ngôi vào năm 623 TCN. Chỉ một năm sau, Sin-shar-ishkun (622-612 TCN) lật đổ ông ta, trở thành vua của Assyria và Babylonia vào năm 62 TCN. Tuy nhiên, nội chiến nổi lên không ngớt ở vùng trung tâm Assyria. Đế chế rộng lớn của Assyria bắt đầu tan rã, nhiều nước chư hầu đã ngừng thần phục, đáng kể nhất là người Babylon, Chaldea, Media, Ba Tư, Scythia, Aram và Cimmeria. Lợi dụng điều này, Nabopolassar của Chaldea nổi dậy và giành độc lập cho Babylon.

### Triều đại Chaldea của Babylon
Vào năm 620 TCN, Nabopolassar đã giành quyền kiểm soát phần lớn Babylon và được dân chúng ủng hộ, ngoại trừ thành Nippur và một số khu vực phía bắc vẫn trung thành với vua Assyria. Nabopolassar dành bốn năm tiếp theo chiến đấu với quân đội Assyria đóng quân tại Babylon. Tuy nhiên, Sin-shar-ishkun của Assyria bị phân tán bởi những cuộc nổi loạn liên tục ở Nineveh nên đã không thể dẹp tan được Nabopolassar.
Vào năm 615 TCN, Nabopolassar liên minh với Cyaxares, chư hầu của Assyria và là vua của các dân tộc Iran; Media, Ba Tư, Sagartia và Parthia. Cyaxares cũng lợi dụng tình trạng hỗn loạn để giải phóng các dân tộc Iran sau ba thế kỷ bị Assyria và Elam cai trị. Những dân tộc bị áp bức khác như người Scythia từ phía bắc của Kavkaz và người Cimmeria từ Biển Đen, và các bộ lạc Aram trong khu vực cũng gia nhập liên minh.
Vào năm 615 TCN, trong khi vua Assyria dồn sức dẹp loạn ở cả Babylonia và Assyria, Cyaxares đã phát động một cuộc tấn công bất ngờ vào trung tâm Assyria, cướp phá các thành phố Kalhu (Calah, Nimrud trong Kinh thánh) và Arrapkha (Kirkuk hiện đại). Nabopolassar vẫn bị vây ở miền nam Lưỡng Hà nên không tham dự chiến dịch này.
Từ lúc đó, liên minh của người Babylon, Chaldea, Meia, Ba Tư, Scythia, Cimmeria và Sagartia đã đồng loạt nổi dậy chống lại Assyria. Các thành phố lớn của Assyria như Ashur, Arbela (Irbil hiện đại), Guzana, Dur Sharrukin (Khorsabad hiện đại), Imgur-Enlil, Nibarti-Ashur, Gasur, Kanesh, Kar Ashurnasipal và Tushhan đã rơi vào tay liên quân vào năm 614 TCN. Sin-shar-ishkun đã đảo ngược tình thế vào năm 613 TCN, thành công đẩy lùi quân nổi loạn.
Tuy nhiên, liên quân quay lại tấn công đa phương diện vào năm tiếp theo, và sau năm năm chiến đấu ác liệt, Nineveh bị công phá vào cuối năm 612 TCN sau một cuộc bao vây kéo dài. Sin-shar-ishkun bị giết khi thủ thành.
Chiến loạn vẫn tiếp tục ở Nineveh. Một tướng lĩnh trong hoàng tộc Assyria là Ashur-uballit II lên ngôi (612-605 TCN). Theo Biên niên sử Babylon, ông được liên quân khuyên hàng và chấp nhận xưng thần, nhưng ông từ chối và tìm cách rút khỏi Nineveh để đến thành phố phía Bắc Assyria Harran ở Thượng Lưỡng Hà và thành lập kinh đô mới. Cuộc chiến vẫn tiếp diễn cho đến năm 607 TCN, Ashur-uballit II bị Media, Babylon, Scythia và đồng minh đánh bật khỏi Harran. Số phận của ông sau đó vẫn chưa rõ.
Pharaoh Necho II của Ai Cập, triều đại chư hầu do Assyria lập nên năm 671 TCN, trợ giúp Assyria vì lo sợ Ai Cập sẽ bị các thế lực mới thôn tính nếu Assyria không còn nữa. Người Assyria có Ai Cập trợ giúp cho đến thất bại quyết định tại Carestoish ở tây bắc Assyria năm 605 TCN. Vị trí đế quốc được chuyển giao cho Babylon lần đầu tiên kể từ thời Hammurabi hơn một ngàn năm trước.
Nebuchadnezzar II lên kế vị (605-562 TCN) và trị vì trong 43 năm, đưa Babylon một lần nữa trở thành bá chủ của phần lớn thế giới văn minh, tiếp quản các phần của Đế quốc Assyria cũ, với phần phía đông và đông bắc là Media và phía cực bắc là Scythia.
Nebuchadnezzar II phải đối mặt với tàn dư Assyria và các mối đe dọa mới là người Scythia và người Cimmeria, vốn là các đồng minh cũ dưới thời Nabopolassar. Nebuchadnezzar II đem quân lên Anatolia và đánh tan các thế lực này, chấm dứt mối đe dọa ở phía Bắk.
Người Ai Cập cố gắng trụ lại Cận Đông, có thể là để khôi phục Assyria làm vùng đệm an toàn chống lại Babylon, Media và Ba Tư, hoặc để tạo ra một đế chế mới của riêng họ. Nebuchadnezzar II tấn công người Ai Cập và đẩy họ trở lại Sinai. Tuy nhiên, ông không thể khuất phục được Ai Cập như Assyria đã làm, chủ yếu là do một loạt các cuộc nổi loạn từ Israel của Judah và cổ vương quốc Ephraim, Phoenicia của Caanan và Aram của Levant. Babylon đã nghiền nát những cuộc nổi loạn này, phế truất Jehoiakim của Judah và áp giải một phần lớn dân số về Babylonia. Các thành phố như Tyre, Sidon và Damascus cũng bị thu phụk. Người Ả Rập và các dân tộc Nam Ả Rập khác cư ngụ trong các sa mạc ở phía nam biên giới Lưỡng Hà sau đó cũng bị khuất phụk.

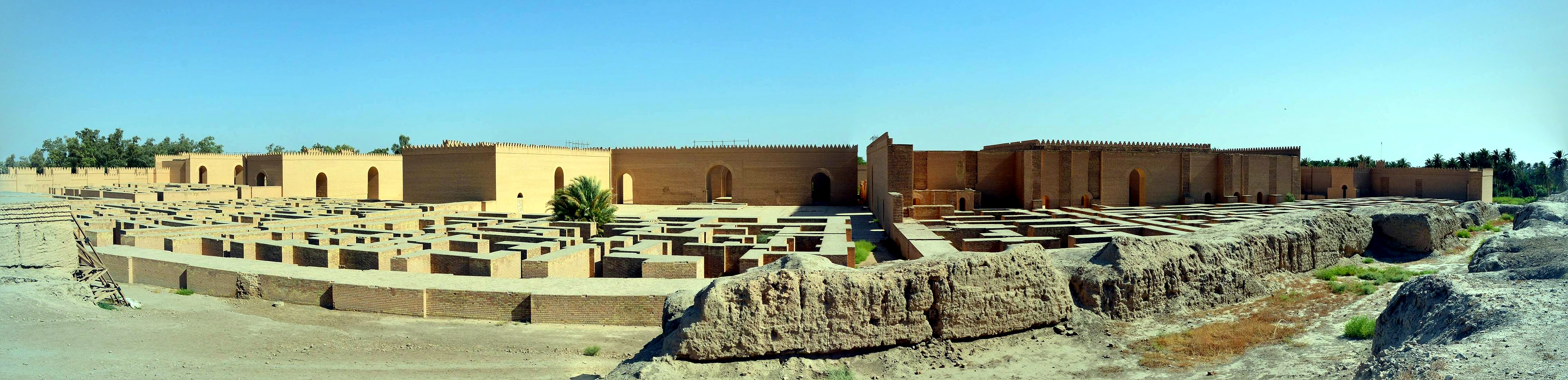
Toàn cảnh Cung điện phía Nam của Nebuchadnezzar II được phục dựng, thế kỷ thứ 6 TCN, Babylon, Iraq

Vào năm 567 TCN, Nebuchadnezzar II gây chiến với Pharaoh Amasis và xâm lược Ai Cập trong một thời gian ngắn. Sau khi đế chế được bảo đảm, bao gồm việc kết hôn với một công chúa Media, ông dành hết tâm huyết để phát triển Babylon và thực hiện nhiều dự án xây dựng ấn tượng. Ông được cho là người xây dựng Vườn treo Babylon huyền thoại.
Amel-Marduk kế vị và chỉ ở ngôi hai năm. Có ít ghi chép đương thời về triều đại của ông, mặc dù Berosus sau này cho rằng ông bị người kế nhiệm Neriglissar phế truất và sát hại vào năm 560 TCN vì "những hành vi sai trái".
Neriglissar (560-556 TCN) cũng có một triều đại ngắn ngủi. Ông là con rể của Nebuchadnezzar II, không rõ là người Chaldea hay người Babylon bản địa. Ông tấn công Aram và Phoenicia, thành công duy trì sự thống trị của Babylon ở những vùng này. Tuy nhiên, Neriglissar chết sớm. Con trai là Labashi-Marduk (556 TCN), vẫn còn là một cậu bé, kế vị và bị giết trong cùng năm bởi Nabodius.

### Kết thúc triều đại Chaldea
Vị vua Babylon cuối cùng, Nabonidus (Nabu-na'id, 556-539 TCN), là con trai của nữ tư tế người Assyria Adda-Guppi, xuất thân từ Harran (Kharranu), kinh đô cuối cùng của Assyria. Thông tin liên quan đến Nabonidus có nguồn gốc chủ yếu từ một phiến đất sét có ghi niên hiệu của Nabonidus, và dòng chữ khắc ghi công ông xây dựng lại ngôi đền của Thần mặt trăng Sin tại Harran; cũng như trong tuyên cáo của Cyrus được ban hành ngay sau khi ông chiếm được Babylonia.
Nhiều yếu tố phát sinh dẫn đến sự sụp đổ của Babylon. Dân chúng Babylonia trở nên bất mãn với Nabonidus do ông quy tập toàn bộ hoạt động thờ phụng đa thần về đền thờ chính Marduk ở Babylon, dẫn đến bỏ bê giới tăng lữ địa phương. Ông cũng không được lòng quân đội do sở thích nghiên cứu khảo cổ của mình. Nabonidus có vẻ đã để cho con trai Belshazzar (một vị tướng có khả năng nhưng kém về ngoại giao, không được lòng giới tinh hoa chính trị) nhiếp chính, còn mình thì mải khai quật ghi chép lưu trữ của các đền thờ và xác định ngày tháng xây dựng. Ông cũng dành nhiều thời gian bên ngoài Babylon, xây dựng lại các ngôi đền ở thành phố Harran của Assyria, hoặc ở tại các vùng chư hầu Ả Rập trong các sa mạc ở phía nam Lưỡng Hà. Nguồn gốc Assyria của Nabonidus và Belshazzar cũng có thể khiến cho sự phẫn nộ gia tăng. Ngoài ra, các thế lực quân đội tại Lưỡng Hà thường tập trung ở các vùng Assyria cũ, nhưng không còn Assyria kiềm chế, khiến cho Babylonia ở vào thế không được phòng thủ và dễ bị xâm chiếm hơn so với phía bắk.  
Năm 539 TCN, Cyrus xâm chiếm Babylonia. Vào tháng 6, Opis bị chiếm; ngay sau đó Sippar đầu hàng. Nabonidus chạy về Babylon, và bị Gobryas bắt giữ. Vào ngày 16 lịch Tammuz, hai ngày sau khi Sippar đầu hàng, "binh sĩ của Cyrus vào Babylon mà không gặp phải sự kháng cự nào." Cho đến tận ngày 3 của Marchesvan (tháng Mười) Cyrus mới đến, trong thời gian đó Gobryas thay mặt cho ông và được phong làm tổng trấn của tỉnh Babylon. Vài ngày sau đó Belshazzar tử trận. Tang lễ được tổ chức kéo dài 6 ngày, con trai của Cyrus là Cambyses đi cùng lễ rước thi hài nhập táng.
Một trong những đạo luật đầu tiên của Cyrus là cho phép những người lưu vong Do Thái trở về nhà. Qua đó Cyrus thể hiện mình chính thức sở hữu ngai vàng Babylon.
Cyrus tuyên bố là người thừa kế hợp pháp của các vị vua Babylon cổ đại và là kẻ báo thù cho thần Marduk, người đã rất phẫn nộ trước sự bất kính của Nabonidus khi đem các tượng thần địa phương khỏi đền thờ gốc của họ tới thủ đô Babylon.
Tộc Chaldea đã mất quyền kiểm soát Babylonia trong nhiều thập kỷ trước khi kết thúc thời đại mang tên họ, và họ dường như đã hòa nhập với thường dân Babylonia từ trước đó (ví dụ, Nabopolassar, Nebuchadnezzar II và những người kế vị đều tự xưng là Shar Akkad chứ không phải là Shar Kaldu trên các dòng chữ khắc). Trong Đế chế Achaemenid của Ba Tư, thuật ngữ Chaldea đã không còn dùng để chỉ một chủng tộc người, mà thay vào đó là đẳng cấp tu sĩ có học vấn về Babylon cổ điển, cụ thể là Thiên văn học và Chiêm tinh. Vào giữa thời Đế chế Seleucid (312-150 TCN), thuật ngữ này cũng đã không còn được sử dụng. Các thuật ngữ Chaldee và Chaldea từ đó chỉ được tìm thấy trong các nguồn tiếng Hebrew và Kinh Thánh có niên đại từ thế kỷ thứ 6 và thứ 5 TCN, và đề cập cụ thể đến thời kỳ của triều đại Chaldea của Babylon.

## Dẫn nguồn
1. ↑  Sayce 1878, tr. 372.
2. ↑  Prince 1911, tr. 804.
3. ↑  George Roux – Ancient Iraq – p 281
4. ↑  Nordhoff, Sebastian; Hammarström, Harald; Forkel, Robert; Haspelmath, Martin, eds. (2013). "West Semitic". Glottolog 2.2. Leipzig: Max Planck Institute for Evolutionary Anthropology.
5. 1 2 3  Georges Roux, Ancient Iraq
6. 1 2  McCurdy & Rogers 1902, tr. 661-662.
7. ↑  A. Leo Oppenheim – Ancient Mesopotamia
8. ↑  Georges Roux – Ancient Iraq
9. ↑  A. Leo Oppenheim, Ancient Mesopotamia
10. ↑  Georges Roux – Ancient Iraq p. 298
11. ↑  Door fitting from the Balawat Gates, BM 124660.
12. 1 2 3 4  Chisholm 1911, tr. 105.
13. ↑  "World Wide Sechool". History of Phoenicia – Part IV. Bản gốc lưu trữ ngày 18 tháng 9 năm 2012. Truy cập ngày 9 tháng 1 năm 2007.
14. 1 2 3  Chisholm 1911, tr. 106.

## Sách tham khảo
- What Did the Biblical Writers Know, and when Did They Know It?: What Archaeology Can Tell Us about the Reality of Ancient Israel, 2002, ISBN 978-0-8028-2126-3  What Did the Biblical Writers Know, and when Did They Know It?: What Archaeology Can Tell Us about the Reality of Ancient Israel, 2002, ISBN 978-0-8028-2126-3
- "Chaldea" . Encyclopaedia Britannica. Quyển 5 . 1878. tr. 372.
- Biblical History and Israel's Past, 2011, ISBN 978-0-8028-6260-0  Biblical History and Israel's Past, 2011, ISBN 978-0-8028-6260-0
- Prince, John Dyneley (1911). Chisholm, Hugh (biên tập). Encyclopædia Britannica (ấn bản thứ 11). Cambridge University Press. {{Chú thích bách khoa toàn thư}}: |title= trống hay bị thiếu (trợ giúp)